# الهقعة (نجم)
الهقعة  أو رأس الجبار أو كما عرفه العرب قديماً رأس الجوزاء في الفلك
(بالإنجليزية: Lambda Orionis أو λ Orionis)‏ هو نجم في كوكبة الجبار كما يسمى بالإنجليزية أيضا «مايسا» . يقع الهقعة بالقرب من منكب الجوزاء والمرزم.

يبلغ بعد الهقعة عن الأرض نحو 1.055 سنة ضوئية.
و الهقعة هو عملاق عظيم أزرق ذو طيف من فئة نجم-أو وهو عضو في تجمع نجمي
Collinder 69. يبلغ قدره الظاهري 4و3 .
يبين الرصد الحديث أن الهقعة عبارة عن نجم مزدوج -أي نجمين يدوران حول بعضهما - يبلغ القدر الظاهري للنجم الضعيف منهما 6 وهو يبعد عن قرينه العظيم الأكثر تألقا مسافة 4و4 ثانية قوسية . يعتبر النجم الصغير قزم أبيض-أزرق وطيفه من فئة B0.5 V.
الهقعة تسمية عند العرب تعني دائرة في عنق الفرس .

## مواصفات النجمين

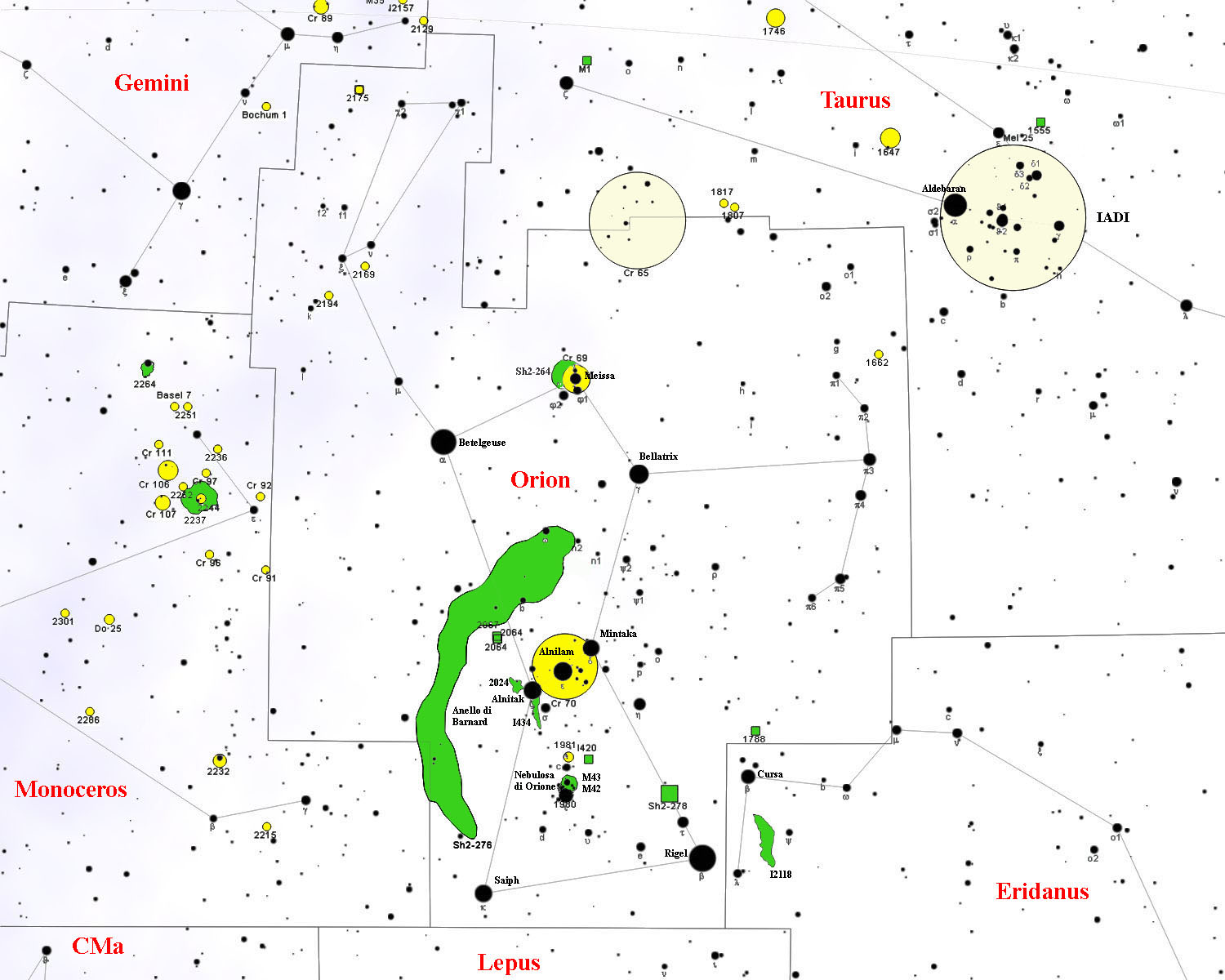
الهقعة في هذه الصورة التي تبين توزيع النجوم سحب الغبار تجده فوق كلمة Orion. (أنقر لتكبير الصورة).

- ظاهري = 3.39 / 5.61
- طيف فئة =O8III / B0.5V
- قدر مطلق=4.25 / -1.94
- الكتلة = 16 / 4 كتلة شمسية
- نصف القطر =
- ضياء = 63,000 / 7,500
- درجة حرارة السطح = ~33,000 / ~31,000
- معدنية (فلك) =

## اقرأ أيضا
- قائمة أسماء النجوم العربية
- منكب الجوزاء
- رأس التوأم المؤخر
- حزام الجبار
- المرزم (نجم)
- 25 جبار